# Conus nobilis renateae
Conus nobilis renateae is een ondersoort uit de familie Conidae. Conus nobilis renateae werd in 1758 beschreven door Carl Linnaeus. Net zoals alle soorten binnen het geslacht Conus zijn deze slakken roofzuchtig en giftig. Zij bezitten een harpoenachtige structuur waarmee ze hun prooi kunnen steken en verlammen.